# Läufer-Maler
Als Läufer-Maler (auch Maler des laufenden Satyrs) wird ein namentlich heute nicht mehr bekannter Vasenmaler bezeichnet, der in der zweiten Hälfte des 6. Jahrhunderts v. Chr. bedeutender Vertreter des Fikellura-Stils der ostgriechischen Vasenmalerei zur Zeit des orientalisierenden Stils war.
Der Läufer-Maler gilt neben dem Altenburg-Maler als bedeutendster Vertreter des Fikellura-Stils und als wichtigster Vertreter der Läufer-Gruppe. Seinen Notnamen erhielt er aufgrund der Darstellung eines einzelnen laufenden Mannes auf einer dickbauchigen Halsamphora. Unter den Henkeln war diese mit jeweils einer großen Volute geschmückt. Eine stilistisch fortgeschrittene Vase (heute in Oxford) zeigt einen laufenden Hasen.